# Coriolà (obra de teatre)
Coriolà és el nom d'una tragèdia de William Shakespeare basada en la vida del llegendari heroi romà Cneus Marcius Coriolanus.
Caius Marcius Coriolanus és un brillant general romà que és desterrat de Roma i que per despit pel rebuig que genera el seu caràcter orgullós entre el poble baix, accepta el comandament dels enemics volscs i en dirigeix un assalt a la ciutat. Només els precs de la seva mare Volúmnia in extremis eviten que arrasi Roma. Un canvi d'opinió que el conduirà a la mort a mans dels volscs, que havien estat traïts.
En català consta una primera traducció a càrrec de l'escriptor Magí Morera i Galícia finalitzada l'agost de l'any 1915, probablement editada l'any 1918 per Editorial Catalana, amb il·lustracions de Joan D'Ivori.
L'obra, considerada una de les més reeixides de l'autor anglès fou una de les últimes obres de Shakespeare. Va aparèixer al voltant de 1607.

## Personatges
- Caius Marcius – més tard anomenat Coriolà
- Menenius Agrippa – Amic de Coriolà
- Cominius – General romà en la guerra contra els volscs
- Titus Larcius – General romà en la guerra contra els volscs
- Volúmnia – Mare de Coriolà (històricament, Veturia)
- Virgília – Muller de Coriolà
- El noi Marcius – Fill de Coriolà
- Valeria – Amiga de la família de Coriolà
- Una minyona de Valeria
- Un herald romà
- Sicinius Velutus – Tribú
- Junius Brutus – Tribú
- Tul·lus Ofidius - General dels volsques
- Un lloctinent d'Ofidius
- Un ciutadà d'Ancium
- Dos sentinelles volsques
- Romans, i volsques, senadors, patricis, edils, lictors, soldats, ciutadans, missatgers, servidors d'Ofidius i altres